# یواس‌اس گتیسبورگ (سی‌جی-۶۴)
یواس‌اس گتیسبورگ (سی‌جی-۶۴) (به انگلیسی: USS Gettysburg (CG-64)) یک کشتی است که طول آن 567 feet (173 m) می‌باشد. این کشتی در سال ۱۹۸۹ ساخته شد.